# Kim Hyttel
Kim Hyttel (født 1953 i Vodskov) er en dansk musikproducer, forfatter, terapeut og musiker. Hyttel har gennem sin karriere været producer på mere end 40 album herunder Sort Sols Flow My Firetear, Kim Larsens Wisdom Is Sexy, Johnny Madsens Udenfor sæsonen, Pernille Rosendahls Dream Away, adskillige album med Henning Stærk samt en række andre. Derudover har han skrevet musik til flere film og teaterforestillinger.
I 2011 udgav Kim Hyttel sammen med ekstrablads-journalist Michael Frank Møller, den kontroversielle erindrings- og terapibog Erindringer om Larsen og Clausen og andre ronkedorer i Rockland, hvori Hyttel fortæller om sine oplevelser med store danske musik- og kunstnernavne, især Kim Larsen og Erik Clausen. I bogen langer Kim Hyttel ud efter de to kulturnavne, som han arbejdede sammen med i 90'erne og 00'erne, og som han følte sig misbrugt af. Sideløbende med beretningen om Larsen og Clausen, tager Hyttel medforfatteren Michael Frank Møller under terapi gennem et samtaleforløb om dennes journalistiske karriere og musikverdenen generelt. Bogen fik dårlige bedømmelser af flere danske anmeldere.
Fra 2014 til 2019 arbejdede Kim Hyttel som mentor for eleverne på Engelsholm Højskole ved Jelling. I 2015 blev Hyttel spidskandidat for Alternativet i Sydjylland, men i 2020 valgte han at trække sit kandidatur tilbage som følge af uenigheder med den øvrige del af ledelsen.